# AJ Lee
April Jeanette "AJ" Brooks  (nascida Mendez, Union City, 19 de março de 1987), é uma ex-lutadora de luta livre profissional estadunidense. É mais conhecida por seu trabalho na WWE, sob o nome de ringue AJ Lee.
Mendez se matriculou em uma escola de wrestling em março 2007, onde treinou por seis meses antes de sua primeira luta oficial. Nos anos seguintes, ela se apresentou em várias promoções independentes, incluindo a Women Superstars Uncensored (WSU), onde trabalhou como Miss April. Na WSU, fez parte do AC Express ao lado de Brooke Carter, e a dupla conquistou WSU Tag Team Championship uma vez.
Em maio de 2009, ela assinou um contrato de desenvolvimento com a World Wrestling Entertainment (WWE), e foi designada para o território de desenvolvimento da WWE, a Florida Championship Wrestling (FCW), usando o nome no ringue AJ Lee. Na FCW, ela conquistou o Queen of FCW e o FCW Divas Championship, e foi a primeira pessoa a ter conquistado os dois títulos. Em 2010, ela fez parte da terceira temporada do NXT, tendo abandonado seu sobrenome. Ela tornou-se parte da brand SmackDown em maio 2011, formando uma equipe com Kaitlyn conhecidas como The Chickbusters.

## Início de vida
April Jeanette Mendez nasceu em Union City, Nova Jérsei. Ela é descendente de porto-riquenhos, e tem dois irmãos mais velhos: Uma irmã, Erica e um irmão, Robert. Ela descreveu a experiência de sua família enquanto crescia, como tendo de viver em motéis, casas de outras pessoas e em seu carro.
O interesse de infância de seu irmão na World Wrestling Federation (WWF, agora conhecida como WWE) influenciou sua ambição de prosseguir na carreira de luta profissional, que vinha planejando desde os doze anos de idade. Ela foi inspirada pelas estrelas femininas da WWF, especialmente Lita, quem ela conheceu quando criança em uma sessão de autógrafos na WWF New York. A sequência do encontro, mostrou a jovem Mendez sendo levada às lágrimas, em um episódio que foi ao ar do WWF SmackDown! em julho de 2001. Como homenagem ao seu irmão que estava no exército dos Estados Unidos, Mendez vestiu uma camuflagem como traje na luta profissional.
Depois de se formar na Memorial High School em 2005, Mendez trabalhou em vários empregos a tempo parcial, a fim de guardar o dinheiro que precisava para sustentar a família e se inscrever na escola de wrestling. Ela frequentou a New York University's e a Tisch School of the Arts em Nova Iorque, onde se formou em produção cinematográfica e televisiva, e escrita, até que a família e questões financeiras levaram-na a abandonar seus estudos em seis meses.

## Carreira no wrestling profissional

### Início (2007)
Pouco depois de deixar a universidade, Mendez pesquisou escolas de wrestling profissional e se matriculou em uma que havia a uma milha de distância de sua casa. Para pagar a taxa de matrícula, ela começou a trabalhar a tempo integral e tornou-se uma estudante oficial de wrestling profissional em março de 2007, treinando com Jay Lethal. Ela estreou seis meses depois com o nome de ringue Miss April no circuito independente.

### Women Superstars Uncensored (2008–2009)
Em 10 de outubro de 2008, Miss April fez sua estréia na Women Superstars Uncensored (WSU), sendo derrotada por Soul Sister Jana. Na noite seguinte, ela se uniu com Malia Hosaka e participou do torneio para determinar as inaugurais campeãs de duplas da WSU. A dupla avançou para a segunda rodada ao derrotar The Soul Sisters (Jana e Latasha), onde foram derrotadas pelas The Beatdown Betties (Roxxie Cotton e Annie Social). Em uma gravação mais tarde naquela mesma noite, Miss April perdeu para Hosaka. Em 7 de fevereiro de 2009, Miss April com Brooke Carter derrotaram The Beatdown Betties para ganharem o campeonato de duplas da WSU. Um mês depois, em 7 de março, eles derrotaram novamente The Beatdown Betties, em uma revanche para manter os cinturões. Em 10 de abril, Miss April competiu no terceiro torneio J-Cup, derrotando Roxxie Cotton na primeira rodada, antes de ser derrotada por Rain na segunda rodada. Na noite seguinte, Miss April e Jay Lethal venceram o Torneio WSU/NWS King and Queen, depois de derrotar Jana e Danny Demanto na final do torneio.

### World Wrestling Entertainment/WWE

#### Florida Championship Wrestling (2009–2011)
Mendez assinou um contrato com a World Wrestling Entertainment em 5 de maio de 2009, e foi designada para o território de desenvolvimento da WWE, a Florida Championship Wrestling (FCW). Mendez fez sua estréia na FCW em 14 de agosto, durante as gravações da FCW TV, sob o ring name "April Lee" em uma luta fatal four-way, vencida por Serena Mancini. Em setembro de 2009, começou a usar o ring name "AJ Lee". Ela começou a lutar pelo Queen of FCW, e nas gravações da FCW TV em 4 de fevereiro de 2010, Lee derrotou Serena para ganhar a coroa. Na primeira rodada de um torneio para determinar a primeira FCW Divas Champion, Lee derrotou Tamina em 29 de abril, mas foi derrotada por Serena nas semi-finais em 20 de maio. Nas gravações da FCW TV em 10 de junho, Lee desafiou Naomi Knight pelo FCW Divas Championship, mas não obteve sucesso. Em junho de 2010, ela apareceu em eventos ao vivo do Raw, atuando como anfitriã e mais tarde como anunciadora de ringue em um show da FCW. No mês seguinte, Lee e Serena foram interrompidas por Knight durante uma promo, e Lee apenas observou enquanto Serena atacava Knight, transformando-se em uma heel. Knight reteve seu FCW Divas Championship, derrotando Lee e Serena em uma luta triple threat. No episódio 100 da FCW TV, em uma luta entre Lee e Knight, onde o título de Lee (Queen of FCW) e o título de Knight (FCW Divas Championship) estavam em jogo, mas a luta acabou em dupla contagem. Nas gravações da FCW TV em 02 de setembro, Lee foi derrotada por Knight em uma luta lumberjill para acabar com a rivalidade.
Em 18 de novembro, Lee foi derrotada por Rosa Mendes, em uma luta valendo o Queen of FCW. Em 16 de dezembro, AJ derrotou Naomi para ganhar o FCW Divas Championship. Sua vitória fez com que Lee se tornasse a primeira pessoa a conquistar o Queen of FCW e o FCW Divas Championship. Ela manteve o cinturão até 7 de abril de 2011, quando foi derrotada por Aksana durante as gravações da FCW TV.

#### The Chickbusters (2010–2011)

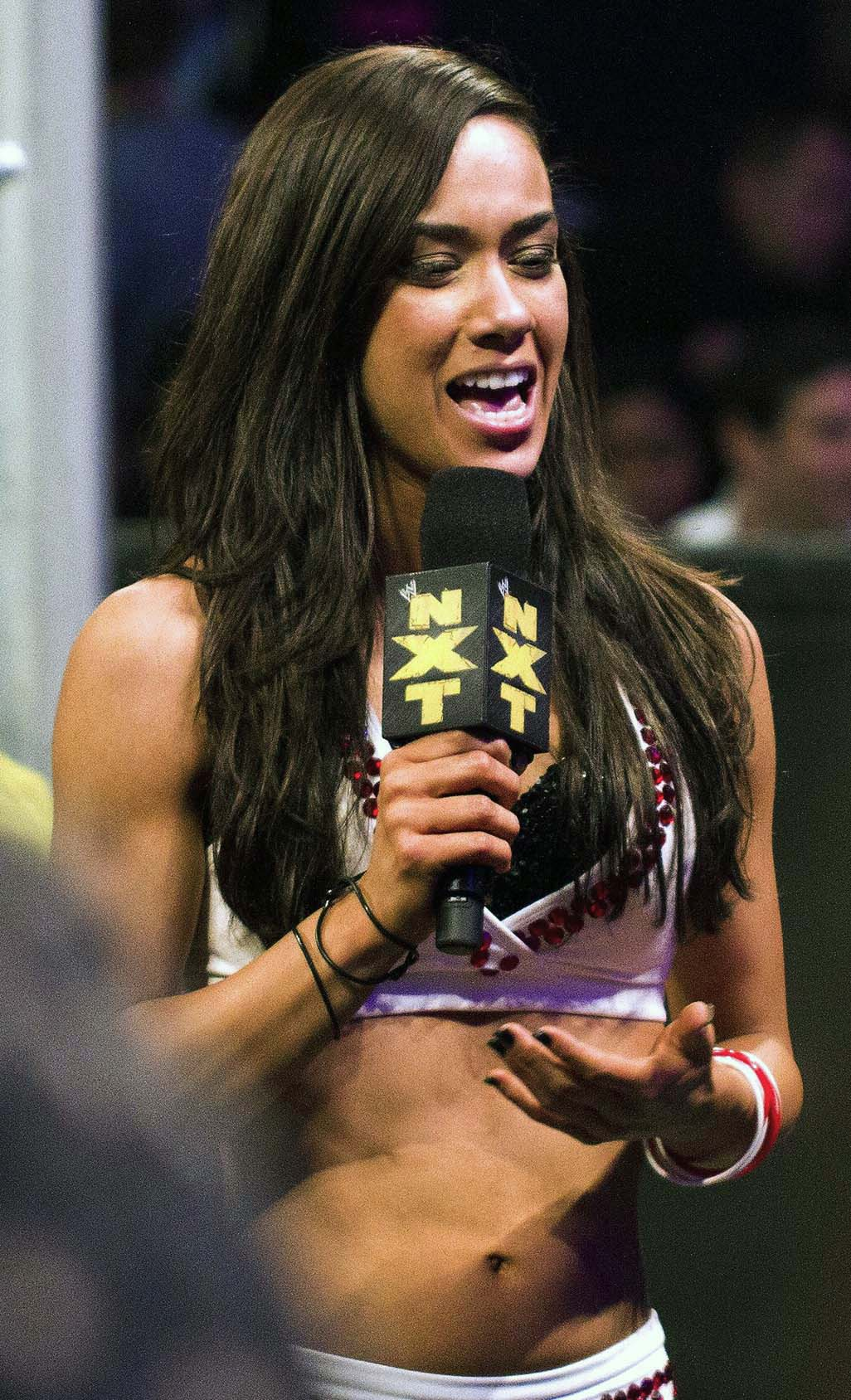
AJ realizando uma promo após ser eliminada do NXT.

Em 31 de agosto de 2010, foi anunciado que ela faria parte da terceira temporada do NXT sobre o nome de AJ Lee, com Primo como seu parceiro. Em 7 de setembro, AJ fez sua estréia no ringue numa parceria com Primo derrotando Aksana e seu parceiro Goldust em uma luta de duplas mistas. Mais tarde naquela noite ela concorreu sem sucesso numa competição de "Concurso de Dança" e "Captura de bandeira". Na semana seguinte ela sofreu sua primeira derrota quando ela e Primo lutaram com Kaitlyn e Dolph Ziggler. Ao longo das semanas ela venceu três desafios e foi eliminada da competição dia 23 de novembro. Desde então ela parou de aparecer em shows televisionados, mas retornou ao NXT para o final da temporada, onde ela se uniu com The Bella Twins e derrotaram Alicia Fox, Aksana e Maxine. Durante a quarta temporada do NXT ela retornou como convidada no dia 8 de fevereiro de 2011.
AJ fez sua estréia no plantel principal em 27 de maio de 2011 num episódio do SmackDown, quando ela e Kaitlyn (Conhecidas como "The Chickbusters") perderam para Alicia Fox e Tamina. A dupla foi acompanhada a partir de então por Natalya, que se tornou técnica delas. AJ e Kaitlyn perderam uma revanche contra Alicia e Tamina na semana seguinte. Sua primeira vitória veio acontecer em 10 de junho no Smackdown, quando ela derrotou Tamina. Ela voltou a vencer no dia 8 de julho. AJ, Kaitlyn e Natalya continuaram a rivalidade com Alicia e Tamina que se uniram a Rosa Mendes.
No SmackDown de 5 de agosto, ela perdeu uma match contra Natalya que em seguida tornou-se heel ao atacá-la após o combate, declarando guerra as princesinhas da empresa. Na semana seguinte AJ e Kaitlyn perderam para Divas Of Doom (Natalya e Beth Phoenix). Logo depois ela se uniu a Kelly Kelly e derrotou Natalya e Alicia Fox. AJ fez seu retorno para a nova temporada do NXT Redemption com admirador secreto de Hornswoggle. Em 23 de agosto ela foi atacada por Maxine, que mais tarde naquela noite derrotou AJ num combate e na semana seguinte também. Lee conseguiu derrotar Maxine duas semanas depois. Em 19 de outubro junto a Kaitlyn ela derrotou Maxine terminando a rivalidade entre elas. Ao longo dos meses, as Chickbusters continuou a rivalizar com as Divas Of Doom, perdendo todas as lutas para elas. Em novembro uma tensão entre ela e Kaitlyn começou a surgir após Kaitlyn se chatear com as derrotar repetitivas para Beth Phoenix e Natalya.

#### Vários relacionamentos e gerente geral do Raw (2011-2012)

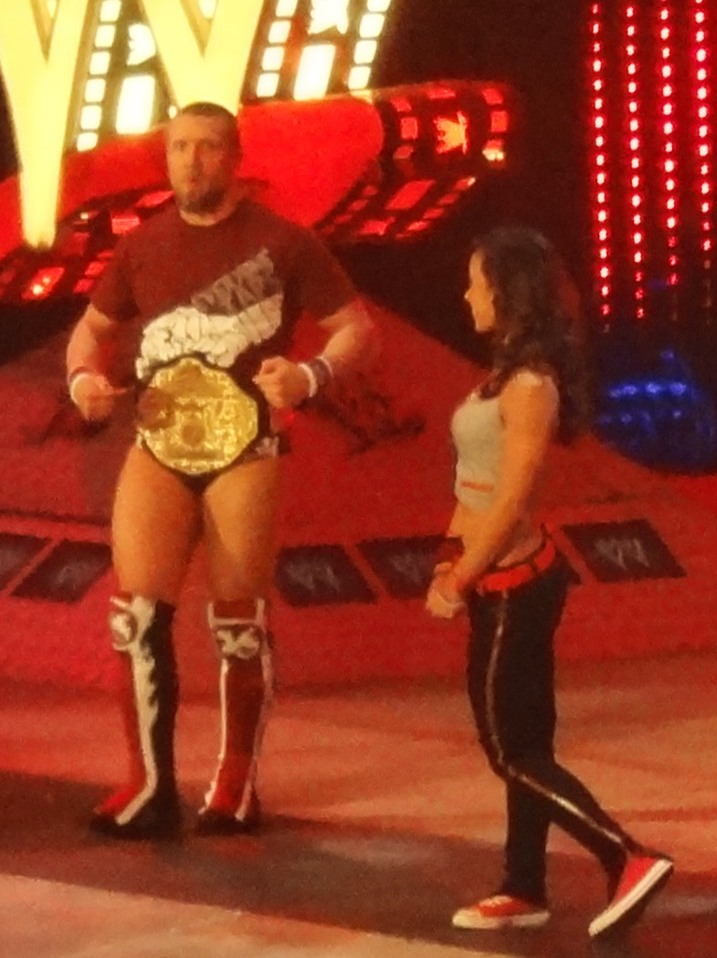
AJ (direita) com seu ex-namorado Daniel Bryan como World Heavyweight Champion.

Em novembro de 2011, AJ começou uma storyline romântica com Daniel Bryan. Em dezembro, Bryan ganhou o World Heavyweight Championship e então ele começou a exibir traços de vilão. Apesar da declaração de amor de AJ, ele evitou corresponder seus sentimentos, mesmo também gostando dela. Em 13 de janeiro no SmackDown, AJ acompanhou Bryan na sua primeira defesa ao título contra The Big Show. Durante a partida Big Show acidentalmente se chocou contra AJ a lesionando (kayfabe), fazendo-a ser retirada em uma maca. AJ voltou ao Smackdown em 3 de fevereiro salvando Bryan de Big Show.
Em março, Bryan começou a maltratar AJ exigindo publicamente para ela calar a boca, alegando que ela sempre o atrapalha. Apesar destas ações, AJ continuou de pé por Bryan. No WrestleMania XXVIII, o reinado de Bryan com o World Heavyweight Championship terminou quando Sheamus o derrotou em 18 segundos, devido Bryan se distrair depois de um beijo de boa sorte de AJ. No dia 6 de abril no Smackdown, Bryan culpou AJ por sua derrota e terminou seu relacionamento.
Apesar das diversas tentativas de AJ de consertar seu relacionamento, Bryan cruelmente a rejeitou. Ao longo das próximas semanas, Kaitlyn tentou consolar AJ sobre seus sentimentos em relação a Daniel, mas AJ lhe esbofeteou em resposta. Em 11 de maio num episódio do SmackDown, AJ derrotou Kaitlyn. Depois disso, Daniel Bryan mostrou-se impressionado com o novo comportamento cruel. AJ então começou a ter um afeto pelo rival de Bryan, o campeão da WWE CM Punk. No No Way Out em 17 de junho, AJ interferiu na luta pelo título da WWE ajudando Punk a derrotar Kane e Daniel Bryan para reter o título.
A rivalidade entre Bryan e Punk continuou e no Money in the Bank onde AJ foi anunciada como árbitra especial. Enquanto Bryan tentava influenciar AJ, AJ continuou mostrando interesse em Punk, mas Punk a decepcionou por não assistir a sua luta. Então durante uma luta entre Punk e Bryan no Raw em 2 de julho, AJ empurrou Punk da última corda e ele caiu em cima de Bryan em uma mesa. Na semana seguinte AJ pediu Punk em casamento, e na mesma noite Daniel pediu a AJ, mas nenhum dos pedidos foi atendido e AJ atacou os dois.
No Money in the Bank, AJ estava como árbitra especial, onde Punk derrotou Bryan, ao fim da luta Punk comemorou sua vitória e ignorou AJ no ring. Na noite seguinte, em 16 de julho durante um episódio do Raw, Bryan mais uma vez pediu AJ em casamento, que aceitou e programou o casamento para acontecer na semana seguinte durante a milésima edição do Raw.
Durante a troca de alianças no Raw 1000, AJ anunciou que havia recebido um pedido de um outro homem e que não se casaria com Bryan, pois o pedido pedia para ela não se casar com ele em troca de um cargo como gerente geral do RAW feito por Vince McMahon. Ela começou exercendo seu novo cargo no dia 30 de julho onde marcou uma Triple Threat Match no SummerSlam pelo WWE Championship envolvendo CM Punk, John Cena e Big Show devido a interferência que Punk fez na luta pelo #1 Contender entre Cena e Show. Enquanto isso com Bryan ela continuou sua vingança o retirando sua chance de lutar pelo título no pay-per-view e o colocando para enfrentar Kane. Ela começou também uma rivalidade com Vickie Guerrero que exigiu ter o cargo de AJ pois a considerava muito infantil. Mais tarde CM Punk humilhou AJ exigindo o cargo de General Manager a Vickie Guerrero e Paul Heyman.
Em 22 de outubro, AJ perdeu seu cargo devido as alegações falsas de um relacionamento que ela estava tento com um lutador do Raw, que foi mais tarde revelado ser John Cena. Mais tarde Vickie Guerrero mostrou as evidências de AJ e John Cena num jantar, AJ caminhando ao quarto de Cena e muito mais. No Survivor Series, AJ tentou mostrar algumas "evidências" de Vickie, mas foi atacada por Tamina Snuka em seu retorno. No episódio seguinte do RAW ela e Cena se beijaram para irritar Vickie e Dolph Ziggler. Em 26 de novembro ela voltou a beijar Cena em uma partida contra Ziggler. No dia 3 de dezembro ela fez seu retorno como lutadora derrotando Tamina com um roll up.

#### Relacionamento com Dolph Ziggler (2012–2013)
No TLC em 16 de dezembro, AJ tornou-se heel após interferir numa combate de escadas de John Cena contra Dolph Ziggler, empurrando Cena da escada. Na noite seguinte no Slammy Award do RAW ela ganhou o prêmio com Cena de "Beijo do ano", que foi apresentado por Vickie Guerrero. No entanto, elas começaram a discutir, o que levou Ziggler a interferir para separá-las e AJ o beijou na frente de Vickie, solidificando oficialmente seu relacionamento com Ziggler. No evento principal, AJ e Ziggler perderam uma luta contra Cena e Vickie Guerrero. Após a match Big E Langston atacou Cena a pedido de AJ. Em 18 de dezembro num episódio ao vivo do Smackdown, AJ justificou suas ações dizendo que Cena não se importa com os outros apenas consigo mesmo e que havia quebrado seu coração como Bryan e Punk. Mais tarde naquela noite ela atacou sua ex-parceira tag team Kaitlyn depois que ela a chamou de louca nos bastidores. Em sua primeira luta televisionada em 2013, AJ perdeu para Natalya em 9 de março no WWE Saturday Morning Slam, depois de Natalya reverter um Diving Crossbody.

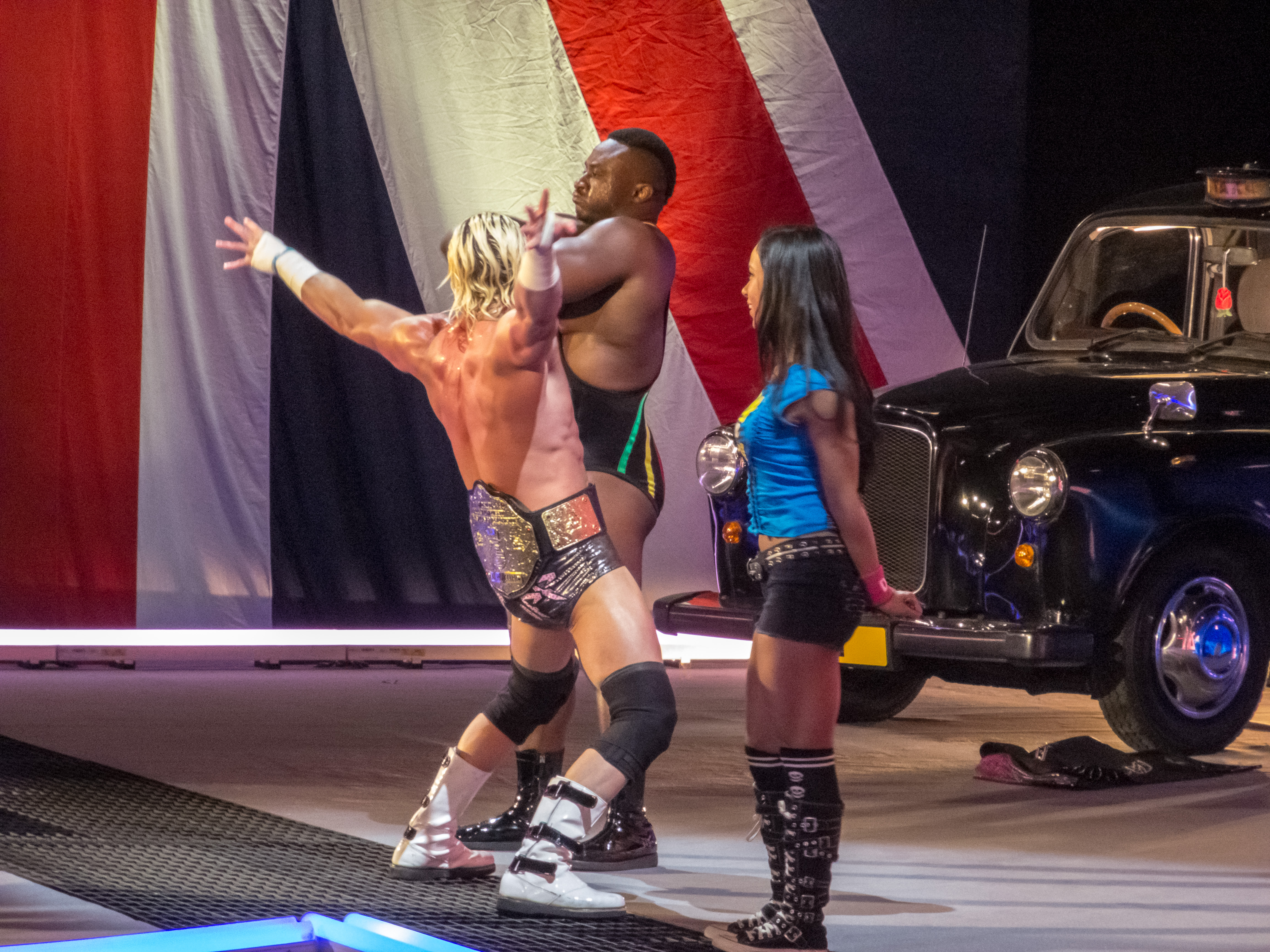
AJ com Dolph Ziggler e Big E Langston num evento em 2013.

Em 8 de março no Smackdown, Lee e seu ex-namorado Daniel Bryan trocaram insultos nos bastidores após AJ ser molhada com água por Ricardo Rodriguez. Em 18 de março no RAW, AJ tentou distrair a equipe Hell No, mas não conseguiu. Mais tarde naquela noite, depois de Ziggler derrotar Kofi Kingston, AJ desafiou o Team Hell No para defender seu WWE Tag Team Championship na WrestleMania 29 contra Dolph Ziggler e Big E Langston e eles aceitaram. Em 25 de março num episódio do RAW, AJ espionava a conversa da dupla com a WWE Divas Champion Kaitlyn e então atacou sua ex-parceira batendo sua cabeça num bebedouro. Mais tarde naquela noite AJ derrotou Kaitlyn via count-out após Kaitlyn tentar um Spears através da barricada, mas bateu sua cabeça após AJ desviar. No entanto, em 29 de março num episódio do Smackdown, Kaitlyn ganhou uma revanche contra Kaitlyn junto a Dolph Ziggler e Daniel Bryan numa mixed tag team match, mas perdeu após sofrer um spear de Kaitlyn. Em 7 de Abril  na Wrestlemania 29 AJ esteve com Dolph e Langston que não conseguiram conquistar o título de equipe. Na noite seguinte AJ conseguiu com Dolph usar seu contrato do Money in the Bank para ganhar o World Heavyweight Championship pela segunda vez.
Em 22 de abril no RAW ela ganhou uma battle royal após eliminar por último Layla depois de ter sido supostamente nocauteada por Tamina Snuka, se tornando a #1 Contender ao Divas Championship. Em 06 de maio no RAW ela se juntou a The Bella Twins, mas perderam para Kaitlyn e Funkadactyls (Naomi e Cameron) após as gêmeas a abandonarem. Na semana seguinte ela derrotou Natalya com um Black Widow enquanto Bellas Twins e Kaitlyn estavam nos comentaristas. Em 19 de maio no Extreme Rules ela se envolveu numa briga nos bastidores com Kaitlyn após ser chamada de "Looney Tunes". Na noite seguinte ela derrotou Layla novamente com o Black Widow. No início da noite ela ajudou Langston a derrotar Alberto Del Rio. Em 10 de junho no episódio do RAW, AJ revelou ser o admirador secreto de Kaitlyn depois de configurar Big E Langaston para posar como o admirador antes da real revelação, repreendendo Kaitlyn e deixando-a em lágrimas após humilhá-la.

#### Campeã das Divas e aposentadoria (2013–2015)
No Payback, AJ Lee com a companhia de Big E Langston derrotou Kaitlyn para se tornar a nova Divas Champion pela primeira vez em sua carreira após fazê-la dar tap out com o Black Widow. Mais tarde naquela noite ela ainda acompanhou Dolph Ziggler ao ring com Big E que perdeu o World Heavyweight Championship para Alberto Del Rio.
No episódio do Raw de 18 de junho Stephanie McMahon confrontou AJ sobre sua postura como campeã, logo depois ela recebeu um ataque de Kaitlyn.
No Money In The Bank, Dolph Ziggler teve mais uma chance contra Alberto Del Rio Pelo World Heavyweight Championship, mas na parte final da luta, enquanto Ziggler estava tentando se levantar enquanto Alberto preparava um golpe, AJ atacou Del Rio com o seu título das divas, fazendo Ziggler perder a luta por desqualificação.
No Raw de 15 de Julho, Dolph e AJ aparecem no Backstage rapidamente, e Ziggler termina o relacionamento com AJ, começando assim uma feud contra ela. No mesmo Raw, ele confronta novamente Alberto Del Rio em um match, AJ invade o ringue e distrai Ziggler, nesse momento ele é acertado por um Superkick de Del Rio e perde a luta, após a saída de Del Rio do ringue, AJ entra e bate em Ziggler. No SummerSlam, AJ e Langston foram derrotados por Kaitlyn e Dolph Ziggler em uma luta de duplas mistas, pondo fim à sua rivalidade.
No episódio do Raw de 26 de agosto, AJ interrompeu a celebração de Brie Bella, falando mal de todo o elenco do Total Divas. Em 2 de setembro, AJ interferiu na luta entre Natalya (lutadora), Naomi (lutadora), e Brie Bella, que foi para determinar a desafiante pelo Divas Championship, AJ inteferiu e foi atacada pelas três lutadoras que estavam no ringue. Mais tarde naquela noite, Stephanie McMahon anunciou que AJ teria que defender o Divas Championship em uma luta fatal 4-way contra Natalya, Naomi e Brie Bella no Night of Champions.
Na WrestleMania 30, AJ Lee teve de defender o seu título no Invitational Divas Championship Match onde teria como adversárias todas as divas do plantel da WWE e ainda Emma e Summer Rae do NXT. Ela acabou por vencer o combate aplicando o seu movimento especial Black Widow em Naomi obrigando esta a desistir saindo assim da WrestleMania 30 como campeã de Divas. No Raw de 7 de abril, após uma promo, acabou provocando uma luta contra Paige pelo Divas Championship. Paige acabou por vencer AJ, assim terminando o seu reinado de 295 dias (o maior reinado da história do Divas Championship.
Depois de quase 3 meses fora , AJ voltou no Raw do dia 30 de junho e numa promo fez Paige conceder a ela uma revanche ao título das divas e a mesma aceitou, tendo assim AJ Lee reconquistado o Divas Championship.
No Survivor Series, AJ perdeu seu título para Nikki Bella, juntamente com a sua irmã Brie Bella, que ajudou Nikki a ganhar seu segundo reinado como campeã das divas com Brie Bella dando um beijo em AJ Lee, distraindo-a. 
No TLC, AJ Lee lutou contra Nikki Bella pelo cinturão das divas no qual AJ foi atacada com um spray em seus olhos, fazendo com que Nikki retivesse o título. Nessa luta AJ sofreu uma lesão no pescoço no qual ela ficou aproximadamente 3 meses fora se recuperando.
No dia 2 de março de 2015 durante uma luta no Raw entre Paige e Nikki pela disputa do título das divas, Paige estava perto da vitória quando foi atacada por Brie Bella fazendo com que Paige vencesse por desqualificação. Nikki Bella e Brie Bella iriam atacar Paige após a luta, porém AJ retornou aos ringues atacando-as e se juntando a Paige, culminando em um combate na WrestleMania 31.
Na WrestleMania 31, AJ e Paige enfrentaram The Bella Twins, no qual AJ e Paige venceram. No dia 30 de março no Raw pós-WrestleMania, AJ teve sua última luta na carreira.
No dia 3 de abril, a WWE anunciou a saída de AJ Lee da companhia. O motivo da aposentadoria não foi divulgado.

## Vida Pessoal
Mendez cresceu em Union City, New Jersey, descrevendo a experiência de sua família, tendo que viver em motéis e casas de outras pessoas. Mendez citou o interesse de seu irmão na WWE quando eles eram crianças, como uma eventual influencia para entrar no mundo dominado pelos homens, e ela criou a ambição de seguir uma carreira no wrestling profissional quando tinha doze anos de idade. Inspirado pelas estrelas femininas da WWE que vieram antes dela, Mendez trabalhou em vários empregos depois de se formar no ensino médio (inclusive sendo uma zeladora de creche, caixa e secretária), a fim de guardar o dinheiro que ela precisava tanto sustentar a família e matricular-se na escola de wrestling.
Mendez frequentou a New York University Tisch School of the Arts, em Nova Iorque, onde se formou em cinema e televisão, produção, escrita e por questões financeiras, abandonou após seis meses de estudo. Como tributo ao irmão dela, que estava no Exército Americano, Mendez, às vezes, veste uma wrestling attire camuflada.
Mendez afirmou que ela é de origem porto riquenha. Ela já teve um relacionamento com seu treinador Jay Lethal.
Mendez ficou encantada com histórias em quadrinhos na quarta série, citando seu amor pelo meio como imbuindo-a com um senso de criatividade que faz parte da sua vida. Sua série favorita é X-Men, seguido por Homem-Aranha e o Quarteto Fantástico, e prefere personagens com características "badass chicks" (em particular Jean Grey do X-Men, do qual Mendez gosta especialmente) e Cyclops. Ela também gosta de jogos de video game, e foi a primeira vencedora feminina do "THQ Superstar Challenge" na WrestleMania XXVIII Axxess, derrotando Mark Henry no final da competição.

## No wrestling
- Finishing moves

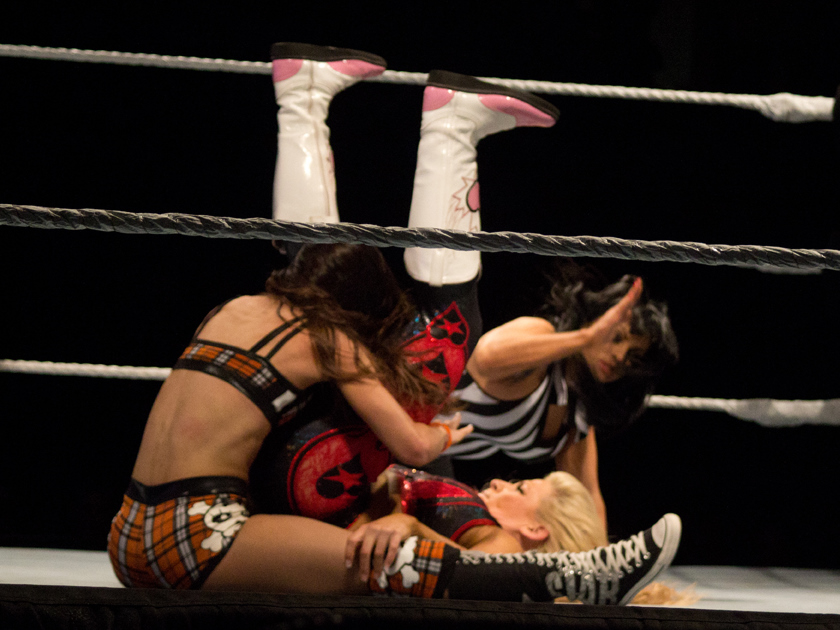
AJ executando um roll-up em Natalya

  - Black Widow (Octopus Hold) – 2009–2015
  - Shining Wizard – 2010–2012, usado como signature move em 2013–2015
  - Sliced Bread (Shiranui), às vezes de pé – 2008–2015
  - Wheelbarrow bulldog - 2010; usado como signature depois
- Signature Moves
  - Diving Crossbody
  - Dropkick, às vezes com oponente sentando
  - Drop Toe Hold
  - Bridging backhammer
  - Headscissors
  - Hurricanrana
  - Missile Dropkick
  - Monkey Flip
  - Multiple arm drags
  - Multiple swinging neckbreakers
  - Sleeper hold, às vezes com Bodyscissors - Adaptado de Dolph Ziggler
  - Spinning heel kick
- Com Kaitlyn
  - Aided splash
  - Corner clothesline (AJ) / Backbreaker (Kaitlyn) - Combinação
- Managers
  - Primo
  - Kaitlyn
- Lutadores de quem foi manager
  - Kaitlyn
- Nicknames
  - "The Thunder and Lighting Combination" — com Kaitlyn
  - "Geek Goddess"
  - "Crazy Chick"
  - "The Real Queen Diva"
  - "The Black Widow"
- Temas de entrada
  - "Feelin' Ya" por Jim Johnston (FCW)
  - "Oh Puerto Rico" por Vinny e Ray com vocais de Marlyn Jiménez e composta por por Jim Johnston (enquanto era NXT Rookie de Primo)
  - "Right Now" de Jim Johnston e cantada por Tyler Van den Berg (Junho – Setembro de 2011)
  - "Let's Light It Up" de Jim Johnston e cantada por  Kari Kimmel (Outubro de 2011–2015)

## Títulos e prêmios
- Diva Dirt Writers’ Choice Awards
  - Melhor Breakthrough do ano (2012)
  - Melhor babyface do ano (2012)
- Florida Championship Wrestling
  - FCW Divas Championship (1 vez)
  - Queen of FCW (1 vez)
- Pro Wrestling Illustrated
  - PWI a colocou em #48 das 50 melhores wrestlers femininas de 2011.
  - PWI a colocou em #7 das 50 melhores wrestlers femininas de 2013.
  - PWI Mulher do ano (2012)
- Women Superstars Uncensored
  - WSU Tag Team Championship (1 vez) — com Brooke Carter
  - WSU/NWS King and Queen of the Ring (2009) — com Jay Lethal
- WWE
  - Slammy Award por Diva do ano (2012)
  - Slammy Award por melhor beijo do ano (2012) — com John Cena
  - WWE Divas Championship (3 vezes)
  - Slammy Award por Diva do ano (2014)